# Strophanthus ledienii
Strophanthus ledienii là một loài thực vật có hoa trong họ La bố ma. Loài này được Stein miêu tả khoa học đầu tiên năm 1886.